# Рубов, Алексей Владимирович
Алексей Владимирович Рубов (род. 28 марта 1972, Ленинград) — советский и российский хоккеист, защитник.
Бо́льшую часть карьеры провёл в клубе СКА Санкт-Петербург (1992/93 — 1998/99). Также играл за фарм-клуб СКА-2, «Металлург» Новотроицк (1995/96), «Спартак» СПб, «Химик» Воскресенск, «Кристалл» Электросталь (все — 1999/2000).